# Szahalini Vasút
A Szahalini Vasút (oroszul: Сахалинская железная дорога) a Szahalin szigetén található összes vasútvonalat magába foglalja. A vasútvonalat teljes mértékben az Oroszországi Vasutak tulajdonában áll, annak Távol-Keleti Vasútvonalának része.

## Történelme[1]
A sziget vasuta a japán megszállás alatt kezdett el kialakulni. A főbb városok fontosabb bányák és mezőgazdasági területek körül alakultak ki, és nem kapcsolta őket össze semmi út, mivel az eső mindig elmosta. Így a kommunikáció a külső világgal nehézkes volt. Az első vasútvonalak a szénbányák körül jöttek létre.
A 20. század elején a japánok 1067 mm-es hegyi vasutakat építettek, ezek a legjobb termőföldek körül jártak, oda ahova a bevándorlók szívesen betelepültek.
Egy kicsivel utána tervbe jött a vonal meghosszabbítása a nyugati partra. A 84 km hosszú szakasz megépítése 7 évig tartott, összesen 15 alagutat és 35 hidat kellett építeni. Az építkezést kényszermunkások végezték. Az állam taktikus hozzájárulásával privát cégek kedvező körülményekkel vonzották be a szegényeket, így a munkaerő nagysága hatalmas volt. A projekt befejezésekor a jutalmak nem lettek kifizetve, ráadásul az építés során több munkás életét vesztette.
1945-re a sziget déli részének vasúti állapota jóval megelőzte az északi részéét.
A vasútvonal további fejlesztéseket kapott a 70-es és 80-as években, majd 2003-ban elkezdődött a sínek nyomtávolságának 1520 mm-essé váltása.

## ÖsszekapcsolásaOroszországtöbbi részével

### Szahalin-alagút
Az 50-es években a Szovjetunió elkezdte egy alagút építését a szárazföld és Szahalin szigete között, azon a ponton, ahol a kettő a legközelebb volt egymáshoz, a Nevelszkoj-szorosnál, itt csak 10 km volt a távolság. Az alagút ötlete először 1949-ben merült fel, mivel a sziget zárt katonai övezetnek számított, és azt meg akarták védeni. Azért az alagútra esett a választás, mert a híddal szemben azt könnyebb megvédeni és tovább kitart. Az alagúthoz építettek volna még úgy 1000 km-nyi vasútvonalat, amely a Szahalini Vasúthoz kapcsolta volna. Az építkezésen kényszermunkások vettek részt. 1953-ban viszont Sztálin halálával az összes Gulág-projekt abbamaradt, így az alagútépítés is.

### Vasúti híd[3][4]
A Szahalinon használt vasúti sínek régebbi nyomtáva 1067 mm volt, és ezt 2003-ban elkezdték átépíteni az Oroszország többi részén használt, 1520 mm-esre. 1973 óta egy vasúti komp köti össze a szigetet a szárazfölddel, és 2003 óta tervben van egy híd építése is, viszont ennek első lépése a szahalini vasútvonalak új nyomtávra növelése volt, ezekre 4,5 milliárd rubelt (akkori árfolyamon 28,3 milliárd forintot) költöttek. 2019-re az összes szakaszt átépítették az 1520 mm-es nyomtávra. Jelenleg még nem kezdődött el a híd építése.